# Colepia ingloria
Colepia ingloria is een vliegensoort uit de familie van de roofvliegen (Asilidae). De wetenschappelijke naam van de soort is voor het eerst geldig gepubliceerd in 1827 door Mac Leay.